# Scopula aleuritis
Scopula aleuritis är en fjärilsart som beskrevs av Turner 1908. Scopula aleuritis ingår i släktet Scopula och familjen mätare. Inga underarter finns listade.